# كاثرين فالي تريل
كاثرين فالي تريل، هي حديقة عامة وممر ترفيهي يقع في مقاطعتي شويلر و شيمونج بنيويورك. حيث تقع الحديقة بالقرب من منتزه واتكينز جلين ستيت، ويحتفظ بها جميع موظفوها،  بالإضافة إلى متطوعين.

## وصف
تضم الحديقة مسارًا ترفيهيًا يتبع درجات السكك الحديدية المهجورة وممرات القناة بين واتكينز جلين ورؤوس الخيول. الممر مستوي وانتهى من الحجر الجيري المسحوق، وثم يمكن الوصول إليه بواسطة الكراسي المتحركة. الممر دائما مفتوح على مدار العام، وكما ويسمح بالمشي وركوب الدراجات والتزلج الريفي على الثلج والمشي بالأحذية الثلجية.
واعتبارًا من عام 2016، تم فتح ستة اميال (9.7 كيلو متر)المسار مفتوح للجمهور، مع وجود خطط للمسار لينمو إلى 12 ميل (19 كـم) في الطول.

## تاريخ
لقد تم تسمية وادي كاثرين على اسم كاثرين مونتور، والذي هو زعيم سينيكا البارز الذي قد توفي في أواخر القرن الثامن عشر.
وتم بناء أجزاء من مسار المنتزه على طول ممرات حيث تم تشييدها في الأصل لقناة شيمونغ، والتي اكتملت في عام 1835
وأغلقت بحلول عام 1878. يتبع الكثير من المسار المتبقي خط شيمونغ للسكك الحديدية البائد، والذي تم بناؤه بالتوازي مع القناة في عام 1850. وثم تم التبرع بالأرض التي قد أصبحت الحديقة لمكتب ولاية نيويورك للمتنزهات والاستجمام والمحافظة التاريخية في عام 1997 من قبل إد هوفمان، وهو مقيم محلي عمل على إنشاء الحديقة منذ السبعينيات.
تم افتتاح الميل الأول من المسار في عام واحد 2000.

## روابط خارجية
- New York State Parks: Catharine Valley Trail
- Catharine Valley Trail map